# Massakern i Cuska
Massakern i Cuska (albanska: Masakra e Qyshkut) var en massaker på fyrtiofyra albanska civila som ägde rum den 14 maj 1999 i byn Qyshkut (serbiska: Cuska) i Kosovo, utförd av Jugoslaviens armé och frivillig serbisk milis från Bosnien.
Byn hade 2 000 invånare, vilka blev tvungna att fly. De civila som tillfångatogs dödades genom automateld. Därefter brändes liken.